# ابومهدی (موشک)
موشک ابومهدی، موشک کروز ضدکشتی ساخت وزارت دفاع ایران است که بیش از ۱۰۰۰ کیلومتر برد دارد. ابومهدی که همزمان با موشک حاج قاسم در ۳۰ مرداد ۱۳۹۹ رونمایی شد، می‌تواند از سکوهای زمینی، هوایی و دریایی پرتاب شود.

## تاریخچه

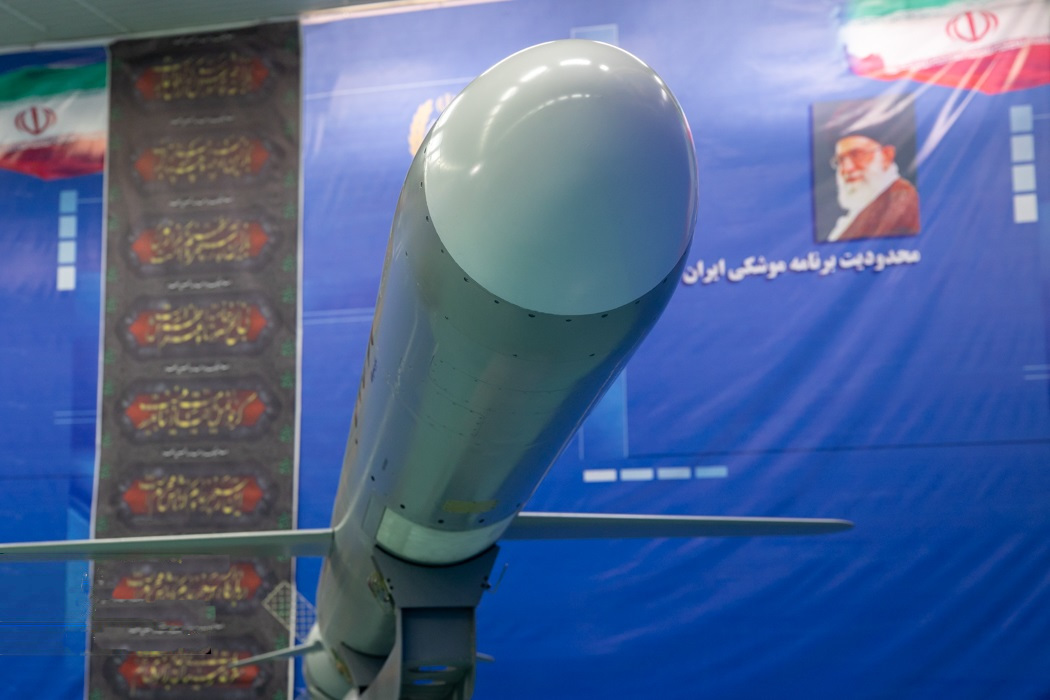

ابومهدی که همزمان با موشک حاج قاسم در ۳۰ مرداد ۱۳۹۹ در مراسمی که وزارت دفاع ایران برگزار کرد، رونمایی شد، در این مراسم حسن روحانی، رئیس جمهور وقت به صورت مجازی نیز مشارکت داشت.
در اردیبهشت 1401، حزب الله لبنان، در مراسمی از موشک ابومهدی رونمایی کرد. در مردادماه 1402 این موشک توسط وزارت دفاع ایران به دو ارگان نظامی ایرانی یعنی سپاه پاسداران جمهوری اسلامی و ارتش جمهوری اسلامی تحویل داده شد.

## مشخصات فنی

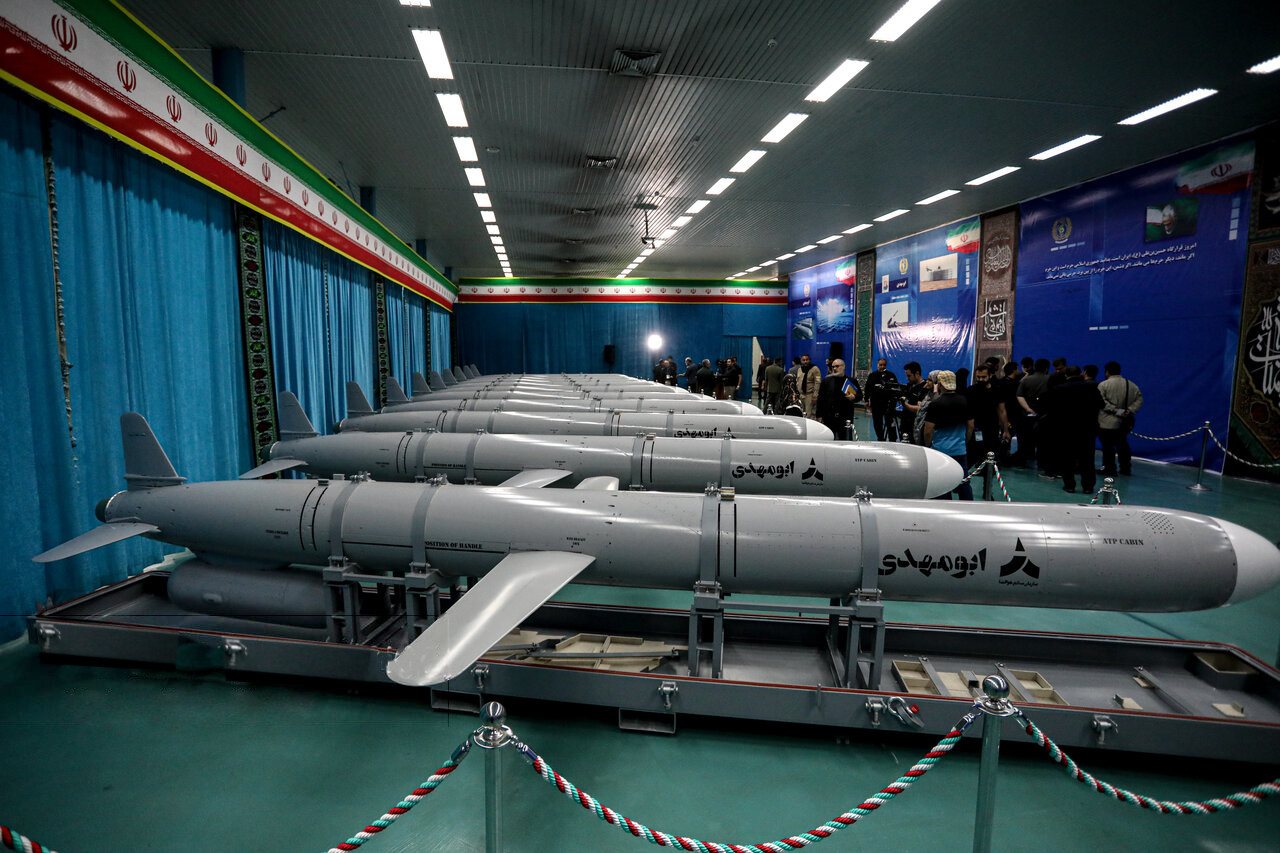

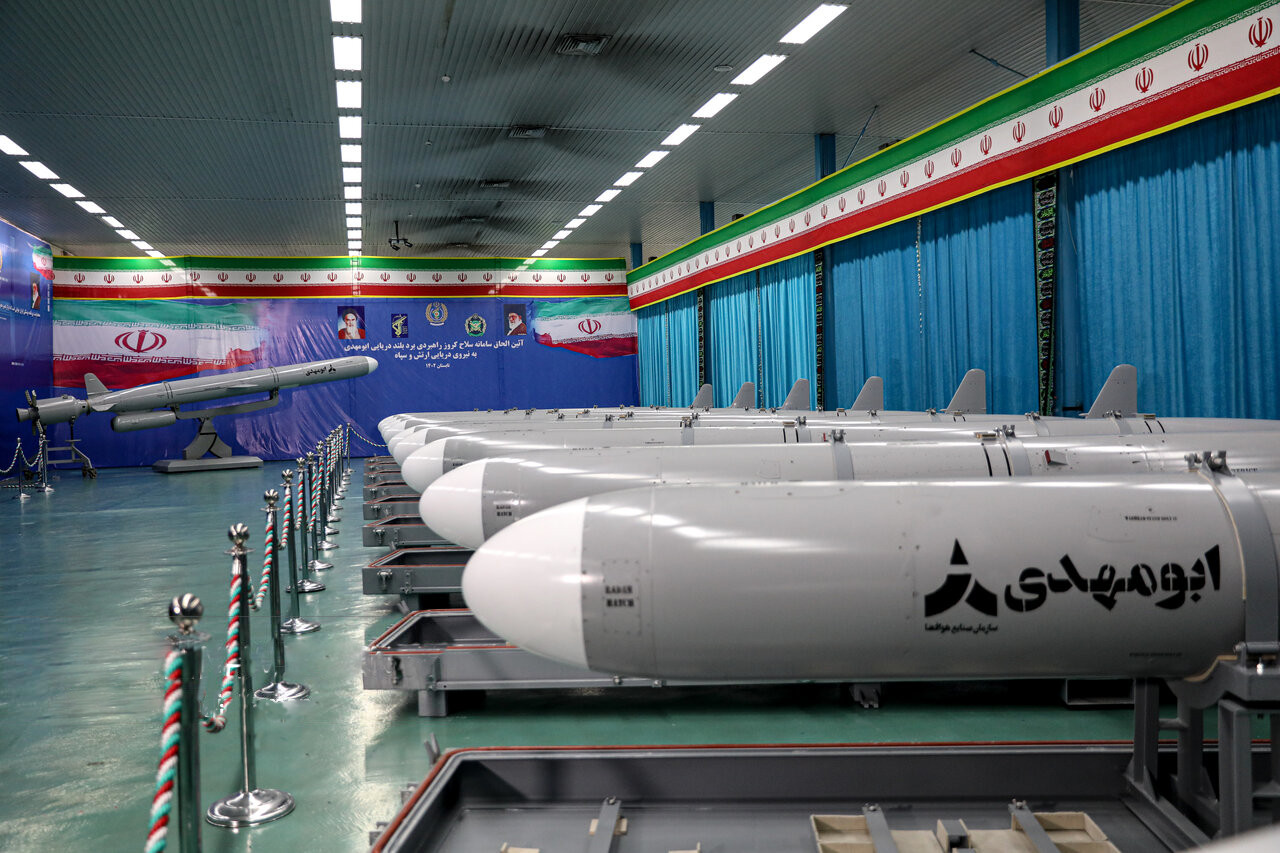
تولید انبوه کروز ابومهدی

به‌گفتهٔ وزارت دفاع ایران، موشک ابومهدی حدود ۳ برابر موشک‌های کروز ضدکشتی پیشین ایران، مانند «موشک رعد» و «موشک قدیر»، بُرد دارد. موشک ابومهدی از لحاظ ظاهری، شباهت زیادی به موشک هویزه دارد. ابومهدی به موتور توربوجت از خانواده «طلوع» مجهز است و بالک‌های آن مستطیلی‌شکل و جمع‌شونده هستند. به گفته مقامات ایرانی، این موشک مجهز به سامانه ناوبری و هدایتی و همچنین یک رادار آشیانه‌یاب فعال در دماغه خود است. سر جنگی این موشک می‌تواند 410 کیلوگرم مواد منفجره را حمل کند. طول این موشک 6 متر و قطر آن 55 سانتی متر است. وزن مجموع این موشک 1650 کیلوگرم و ارتفاع پروازی آن را زیر 50 متر دانسته اند. دقت برخورد این موشک 3 متر و طول بال‌های آن 310 سانتی متر است.
نیروهای نظامی ایران، برد موشک ابومهدی را 1000 کیلومتر دانسته اند. حداکثر برد مفید این موشک که مورد آزمایش قرار گرفته است، 1200 کیلومتر بود. این موشک می‌تواند از سکوهای زمینی، هوایی و دریایی پرتاب شود. از دیگر قابلیت‌های این موشک، پرواز در ارتفاع پایین و آماده به شلیک شدن در زمان کوتاه عنوان شده است.
این موشک می‌تواند بر شناورهای نظامی مستقر شود و ادعا شده‌است که در طراحی مسیرهای پرواز آن از «هوش مصنوعی» استفاده می‌شود.